# Шупилулијума I
Шупилулијума I (око 1385. године п. н. е. – око 1346. године п. н. е.) био је један од највећих хетитских владара. 
У почетку владавине радио је на консолидацији државе Хетита, уредио је законе земље и ратовао против хуритских племена у Анадолији. Око 1374. године п. н. е. упада у северну Сирију где се сукобљава са интересима моћне Египатске империје. С Египтом успоставља 1369. године п. н. е. пријатељске односе. Већ 1366. године п. н. е. почиње први сиријски рат против самосталних владара и египатских вазала у Сирији. Шупилулијума је допро до долине Оронта, али су га Египћани, на крају рата, потисли на север, а Митанци из горњег дела Месопотамије на запад. Успешно ратује 1355. године п. н. е. против Митанаца. У другом сиријском рату (1353—1347. година п. н. е.) победио је Египћане. 